# Tomopteris planktonis
Tomopteris planktonis é uma espécie de anelídeo pertencente à família Tomopteridae.
A autoridade científica da espécie é Apstein, tendo sido descrita no ano de 1900.
Trata-se de uma espécie presente no território português, incluindo a sua zona económica exclusiva.